# 10673 Berezhnoy
10673 Berezhnoy è un asteroide della fascia principale. Scoperto nel 1978, presenta un'orbita caratterizzata da un semiasse maggiore pari a 2,4211696 UA e da un'eccentricità di 0,0387122, inclinata di 2,09278° rispetto all'eclittica.